# Tarnaszentmária
Tarnaszentmária es un pueblo ubicado en el distrito de Eger, en el condado de Heves, Hungría.

## Superficie
Posee una superficie de 11,00 kilómetros cuadrados.

## Demografía
Hasta 2019 la población era de 219 habitantes, con una densidad de población de 19,91 habitantes por kilómetro cuadrado.